# Michael Smith (kémikus)
Michael Smith (Anglia, Blackpool, 1932. április 26. – Kanada, Vancouver, 2000. október 4.) kanadai biokémikus.

## Életpálya
Blackpoolban folytatta tanulmányait. 1956-ban a Manchesteri Egyetemen védte meg PhD-jét. Tudományos munkásságát a Brit-Kolumbiai Egyetem laboratóriumában kezdte meg. 1961-től Vancouverben Fisheries Research Board laboratórium munkatársa. 1966-tól 1997-ig a 
Medical Research Councilja vezető munkatársa. 1981-ben megalapította a ZymoGenetics biotechnológiai vállalatot. 1987-től British Columbia Biotechnology Laboratory igazgatója.

## Kutatási területei
1985-ben a polimeráz-láncreakciót (Polymer Chain Reaction) Kary B. Mullis társával dolgozta ki.

## Szakmai sikerei
1993-ban társával kémiai Nobel-díjban részesült a polimeráz-láncreakciós technika kidolgozásáért és az oligonukleotidokra alapított, helyspecifikus mutagenezis lehetőségének felfedezésért.